# Journal des Moskauer Patriarchats
Das Journal des Moskauer Patriarchats  (russisch Журнал Московской Патриархии / Schurnal Moskowskoi Patriarchii, wiss. Transliteration Žurnal Moskovskoj Patriarchii), oft mit der Abkürzung ZMP, ist eine offizielle Publikation der Russisch-Orthodoxen Kirche (ROK). Sie wird monatlich in einer Auflage von 25.000 Exemplaren veröffentlicht. Die Hauptzielgruppe ist der orthodoxe Klerus, es richtet sich aber auch an aktive Laien der ROK und enthält Informationen über das kirchliche Leben in der modernen Welt.

## Geschichte
Das „Journal“ wurde 1931 gegründet und veröffentlichte 24 Ausgaben, bevor sie 1935 verboten wurde. 1943, am Tag der Inthronisation des Patriarchen Sergius I. von Moskau, wurde die Publikation wieder aufgenommen. Seitdem wird es monatlich veröffentlicht. Während der Sowjetzeit war die Zeitschrift lange Zeit das einzige Kirchenorgan, das den Gläubigen in der UdSSR zugänglich war.
Seit Januar 2010 hat das Magazin ein neues Format.
Einer nach seiner Entlassung lautbar gewordenen Äußerung von Sergei Tschapnin, dem ehemaligen Redaktor des Journals des Moskauer Patriarchats,  zufolge „steckt das Journal zurzeit in einer konzeptionellen Krise, weil sich aus lauter Furcht, der „offiziellen Position der Kirche“ zu widersprechen, kaum noch Autoren fänden. […] Diskussionen und Meinungsartikel seien schon länger nicht mehr möglich, seit sich Metropolit Ilarion (Alfejev) vom Vorsitzenden des Redaktionsrats zu einem Zensor entwickelt habe.“